# Ariamnes triangulus
Ariamnes triangulus là một loài nhện trong họ Theridiidae.
Loài này thuộc chi Ariamnes. Ariamnes triangulus được Tord Tamerlan Teodor Thorell miêu tả năm 1887.